# 정봉역 (청주)
정봉역(丁峰驛)은 충북선에 있었던 역이다. 충북선 복선화 이전 미호역과 서청주역 사이에 존재했던 역으로 복선화가 되면서 청주역과 통합, 폐역되었다.

## 연혁
- 1921년 11월 1일 : 조선중앙철도주식회사역으로 영업 개시[1]
- 1946년 5월 1일 : 사철 국유화로 국철에 편입
- 1977년 5월 16일 : 수소화물 취급 중지[2]
- 1980년 10월 17일 : 충북선 복선화로 도심구간이 이설되면서 청주역과 통합, 폐역되고 청주역이 이 역터로 이전[3]

## 참고 문헌
1. ↑  1923년 5월 3일 조선총독부관보 휘보 사설철도운수개시인가
2. ↑  1977년 5월 7일 대한민국관보 철도청고시제10호
3. ↑  1980년 9월 27일 대한민국관보 철도청고시제46호